# Tratatul de la Rapallo (1922)
Vedeți și: Tratatul de la Rapallo (1920)
Tratatul de la Rapallo a fost o convenție semnată în orașul italian Rapallo pe 16 aprilie 1922 între Germania (Republica de la Weimar) și Rusia Sovietică prin care fiecare dintre părți renunța la orice pretenție teritorială sau financiară față de cealaltă parte care decurgeau din Tratatul de la Brest-Litovsk semnat la sfârșitul Primului Război Mondial. 
Cele două guverne au decis, de asemenea, să normalizeze relațiile lor diplomatice și să „coopereze în spiritul bunăvoinței mutuale în întimpinarea nevoilor economice ale ambelor țări”. 
Tratatul a fost semnat în timpul Conferinței de le Genova de către ministrul de externe al RSFS Ruse, Gheorghi Cicerin și omologul său german, Walther Rathenau. Documentele ratificate au fost schimbate la Berlin, în 31 ianuarie 1923. Tratatul a fost înregistrat în „Seria de Tratate ale Ligii Națiunilor”, la 19 septembrie 1923 .
În 5 noiembrie, la Berlin, a fost semnată o înțelegere suplimentară,  prin care se extindeau prevederile tratatului germano-rus de la Rapallo la relațiile Germaniei cu RSS Ucraineană, RSS Belarus, RSS Georgiană, RSS Azerbaidjan, RSS Armeană și Republica din Orientul Îndepărtat. Documentele de ratificare ale acestei  înțelegeri au fost schimbate la Berlin pe 26 octombrie 1923, iar protocolul suplimentar a fost înregistrat la „Seria de Tratate ale Ligii Națiunilor”,în 18 iulie 1924. 
Prevederile tratatului au fost întărite prin semnarea Tratatului de la Berlin.

## Contextul general
După încheierea Primului Război Mondial, atât Germania, cât și Uniunea Sovietică erau foarte vulnerabile. Germania pierduse războiul declanșat și era izolată din punct de vedere diplomatic. Ea  trebuise să cedeze o serie de teritorii prin semnarea Tratatului de pace de la Versailles și fusese obligată să accepte demobilizarea și dezarmarea armatei în scopul demilitarizării. Rusia ieșise din război mai înainte de încheierea acestuia, în 1917, ca urmarea a izbucnirii revoluției bolșevice și cedase numeroase teritorii vestice disputate, care aparținuseră Imperiului Rus,  în favoarea Puterilor Centrale, prin  tratatul de la Brest-Litovsk. După încheierea războiului, aceste teritorii au trecut sub controlul noilor state independente formate în regiune, al Poloniei, în principal, și al deja existentei Românii (Basarabia, adică Est-Moldova). Sovieticii erau, de asemenea, izolați din punct de vedere diplomatic, iar trecerea la socialism a avut ca efect ruperea majorității legăturilor cu foștii aliați occidentali. 
Germania sperase să obțină o renegociere a termenilor Tratatului de la Versailles, principalul ei obiectiv fiind recuperarea unor teritorii care intraseră în componența Poloniei. O primă serie de tratative au eșuat în 1919, ceea ce a făcut ca Germania să instituie blocada economică împotriva Poloniei în ianuarie 1920. Această blocadă nu a produs schimbările dorite de Germania, mai mult chiar, a slăbit în plus economia germană.  Aceste eșecuri au obligat Germania să caute alternative, care au culminat cu propunerea generalului Hans von Seeckt, comandant între 1920-1926 al Reichswehr-ului (armata Germaniei între 1919-1935), care a sugerat că Germania și Uniunea Sovietică ar trebui să încheie o alianță pentru a putea ataca din două părți Polonia, urmată apoi de invadarea Franței. Propunerile sale nu au avut un impact major asupra politicii oficiale germane, dar ideea unei cooperări mai strânse cu Rusia a început să câștige susținători printre factorii de decizie, inclusiv ai oamenilor de afaceri, care vedeau importante ocazii pentru dezvoltarea comerțului cu fostul inamic din Primul Război Mondial.
Rusia spera, de asemenea, să-și lărgească în vest teritoriul pe seama Poloniei, dar nu avea mijloacele necesare unei acțiuni în forță. Războiul polono-sovietic din 1919 a demonstrat incapacitatea Rusiei Bolșevice să-și învingă vecinul. După o serie de succese inițiale, polonezii au contraatacat hotărâtor, iar prin  semnarea păcii de la Riga din martie 1921, visurile expansioniste sovietice au fost amânate. Războiul a făcut ca izolarea Rusiei față de foștii aliați, Franța și Regatul Unit, să crească și mai mult.
Izolarea diplomatică a celor două foste puteri și dorința comună pentru revizuirea granițelor lor pe seama Poloniei, au dus la o apropiere rapidă a politicii Germaniei și Rusiei. După încheierea Congresului al X-lea al Partidului Comunist (bolșevic) din Rusia (1921), liderii de la Kremlin au luat hotărârea schimbării politicii externe a țării prin strângerea relațiilor economice cu puterile occidentale, care ar fi putut sprijini  reînviorarea industriei ruse (sovietice). 
Aceste poziții comune germano-sovietice de politică externă, au dus la semnarea în mai 1921 a unui tratat prin care Germania recunoștea regimul sovietic (comunist) drept singura putere reprezentativă din Rusia și accepta să suspende sprijinul tuturor fracțiunilor politice ruse care luptau pentru cucerirea puterii la Moscova. Această înțelegere a deschis drumul pentru cooperarea viitoare dintre cele două puteri.